# On the rock
On the rock es el duodécimo disco de rock en estudio de Andrés Calamaro. Salió a la venta el 1 de junio de 2010 y fue el eje de una extensa gira que se realizó por toda Latinoamérica, España e Inglaterra.

## Lista de temas
| N.º | Título                                                    | Escritor(es)                        | Duración |  |
| 1.  | «Barcos» (con Diego «el Cigala» y Niño Josele)            | Andrés Calamaro                     | 3:54     |  |
| 2.  | «Te extraño» (con El Langui)                              | Calamaro, Candy Caramelo, El Langui | 4:25     |  |
| 3.  | «El Pasodoble de los amigos ausentes»                     | Calamaro                            | 2:58     |  |
| 4.  | «Todos se van»                                            | Calamaro                            | 3:32     |  |
| 5.  | «Los divinos»                                             | Calamaro                            | 2:47     |  |
| 6.  | «Flor de samurai»                                         | Calamaro, Gringui Herrera           | 2:51     |  |
| 7.  | «Insoportablemente cruel» (con Calle 13 & Jerry González) | Calamaro, Residente                 | 4:32     |  |
| 8.  | «Tres Marías»                                             | Calamaro                            | 3:33     |  |
| 9.  | «Te solté la rienda» (con Enrique Bunbury)                | José Alfredo Jiménez                | 2:34     |  |
| 10. | «Me envenenaste»                                          | Calamaro                            | 3:01     |  |
| 11. | «Gomontonera»                                             | Calamaro                            | 3:15     |  |
| 12. | «El perro»                                                | Calamaro, Marcelo Scornik           | 2:26     |  |

### Pistas adicionales
| N.º | Título                                                            | Escritor(es)        | Duración |  |
| 13. | «Insoportablemente Cruel [Puerto Rico Mix]» (con Calle 13)        | Calamaro, Residente |          |  |
| 14. | «Tres Marías [Pablo Lescano Mix]» (con Pablo Lescano & Vicentico) | Calamaro            |          |  |

### Digipack Deluxe
La edición Digipack Deluxe además incluye:
| CD Extra |                                    |              |          |  |
| N.º      | Título                             | Escritor(es) | Duración |  |
| 1.       | «Samurai (Central Station)»        |              |          |  |
| 2.       | «Tortura china (con Calle 13)»     |              |          |  |
| 3.       | «Todos se van (Armonía Molecular)» | Calamaro     |          |  |
| 4.       | «Tres Marías (NQCP)»               | Calamaro     |          |  |
| 5.       | «Perdóname»                        |              |          |  |
| 6.       | «Vasos Vacíos (Fabuloso Tributo)»  | Vicentico    |          |  |

## Músicos
- Andrés Calamaro: Voz, guitarras y teclados.
- Julián Kanevsky: Guitarras.
- Diego García: Guitarras.
- Candy Caramelo: Bajo.
- Tito Dávila: Teclados.
- José "El niño" Bruno: Batería.

## Videoclips
1. Los Divinos (2010)
2. Tres Marías (2010) (con Dante Spinetta, Emmanuel Horvilleur, Miranda!, Alaska y Mario Vaquerizo, Pablo Lescano, Vicentico, Milo Lockett, Zambayonny y Aníbal Fernández).

## Ficha técnica
- Producción: Andrés Calamaro, Guido Nisenson y Candy Caramelo
- Ingeniería de sonidos: Guido Nisenson.